# Je kan geen omelet maken zonder eieren te breken
Je kan geen omelet maken zonder eieren te breken is een vaste uitdrukking in het Nederlands en verschillende andere talen. Er wordt mee bedoeld dat men, om een bepaald doel te bereiken, onvermijdelijk andere zaken moet opofferen.
Qua betekenis verwante gezegden zijn Waar gehakt wordt vallen spaanders en Het doel heiligt de middelen.

## Geschiedenis
In het Frans betekende faire une omelette het breken van fragiele zaken (geattesteerd 1732). Die context speelde waarschijnlijk mee in het ontstaan van de uitdrukking. Ze is voor het eerst opgetekend in 1796 als een uitspraak uit de mond van François de Charette. Deze royalistische aanvoerder werd door zijn rechters geattendeerd op de vele doden die hij had gemaakt tijdens de Opstand in de Vendée en antwoordde dat "men geen omelet zou kunnen maken zonder eieren te breken". Een Iers blad rapporteerde zijn uitspraak als "Omelets are not made without breaking eggs" en introduceerde ze zo in het Engelse taalgebied.
De schrijver Honoré de Balzac droeg ertoe bij het gezegde spreekwoordelijk te maken door het te gebruiken in zijn novelle Adieu (1830). De Académie française nam de uitdrukking in 1878 voor het eerst op in haar woordenboek.
Ondertussen was de uitdrukking in Engeland een gemeenplaats aan het worden. Generaal Thompson (en) combineerde ze in 1859 met het gezegde op eieren lopen. Staatssecretaris voor Koloniën Joseph Chamberlain gebruikte de uitdrukking op 31 maart 1897 in zijn toespraak The True Meaning of Empire voor het Royal Colonial Institute.
Het spreekwoord wordt vaak aan Jozef Stalin of aan diens voorganger Vladimir Lenin toegeschreven. Daar bestaat geen enkel bewijs voor, niettemin was het in de Sovjet-Unie een gangbare manier om de tol van de revolutie te verantwoorden. Time Magazine tekende in 1932 een variant op uit de mond van de stalinist Lazar Kaganovitsj: "Waarom jammeren over gebroken eieren als we een omelet proberen te maken!" Victor Serge hoorde in de Sovjet-Unie de repliek van Panaït Istrati toen men hem het spreekwoord voor de voeten wierp: "Goed, ik zie de gebroken eieren. Waar is jullie omelet?"
Als minister van Binnenlandse Zaken rechtvaardigde Charles Pasqua in 1988 de dodelijke actie tegen de gijzelnemers van Ouvéa met een beroep op het gezegde over de omelet en de eieren.

## Voetnoten
1. ↑  Oxford English Dictionary, vol. 7, 1909, p. 108
2. ↑  On ne saurait faire d'omelette sans casser des œufs
3. ↑  "Some particulars respecting the Capture and Death of Charette, the famous Royalist General of La Vendée; with sketches of his character", in: Walker's Hibernian Magazine, 1796, p. 411. Gearchiveerd op 15 augustus 2023.
4. ↑  "On ne fait pas d'omelette sans casser des oeufs": Dictionnaire de l'Académie française, vol. 2, 1878, p. 303-304. Gearchiveerd op 28 september 2021.
5. ↑  Thomas P. Thompson, Audi et alteram partem, vol. 2, 1859, p. 65. Gearchiveerd op 15 augustus 2023.
6. ↑  Joseph Chamberlain, Foreign and Colonial Speeches, 1897, p. 146
7. ↑  "Why wail over broken eggs when we are trying to make an omelette!": zie RUSSIA: Stalin's Omelette, Time, 24 oktober 1932
8. ↑  "Bon, je vois les oeufs cassés. Où est votre omelette?", aangehaald in Mémoires d'un révolutionnaire (1905-1945), 1951 (p. 194 in de editie van 2017, ISBN 9782895962663)
9. ↑  "On ne fait pas d'omelette sans casser des œufs" : quand Pasqua expliquait sur Antenne 2 l'assaut contre la grotte d'Ouvéa, francetvinfo.fr, 30 juni 2015. Gearchiveerd op 7 juli 2022.